# 仙台西道路
仙台西道路（せんだいにしどうろ）は、宮城県仙台市青葉区を東西に走る自動車専用道路（国道48号）である。地域高規格道路（仙台都市圏自動車専用道路）の計画路線に指定されており、仙台市都心部と仙台都市圏環状自動車専用道路とを結ぶ唯一の自専道である。通称は西道路。

## 概要
仙台市都心部西部（旧・仙台市）と愛子盆地東部（旧・宮城町）とをつなぐ通行料無料の自動車専用道路である。「仙台市総合道路整備計画」において、同市の骨格幹線道路網となる「3環状12放射状線」の一部をなす都市計画道路元寺小路愛子線にあたる。全線が第1次緊急輸送道路に指定されている。道路管理者は、国土交通省東北地方整備局仙台河川国道事務所仙台西国道維持出張所。
起点（北緯38度15分42.3秒 東経140度52分3.7秒 / 北緯38.261750度 東経140.867694度）は青葉山の東側に位置する都心部の広瀬通と晩翠通による十字路（東北公済病院前交差点）にあり、都心部の地下を立町トンネル、青葉山の地下を川内トンネルおよび青葉山トンネルで貫通する。青葉山の西側にある仙台宮城インターチェンジで東北自動車道と接続し、折立インターチェンジで直線的に愛子バイパスと接続した後、折立インターチェンジのランプを通り、宮城県道31号仙台村田線と接続する丁字路（仙台宮城IC入口交差点）で終点（北緯38度15分45.3秒 東経140度48分39.3秒 / 北緯38.262583度 東経140.810917度）となる。基本幅員が20.5 mの4車線道路で、全長は約5.2キロメートル (km) 。
住宅地の地下を走るため、最高速度は立町トンネルおよび仲の瀬橋の区間は40 km/h、その他の区間は60 km/hである（臨時規制時を除く）。
宮城県でラジオの県域放送をしている3局、すなわちNHK FM（NHK仙台放送局）とDate fmのFM2局、および、AM局のTBCラジオに加え、国土交通省によるAMの混雑情報 (1620 kHz)がトンネル内で再送信されており、聴取できるようになっている。
例年、仙台七夕まつり前日の8月5日（悪天候の場合は8月9日に順延）に開催される仙台七夕花火祭に合わせ、18時15分 - 21時30分の時間帯で車両の通行が出来なくなるため、西道路を経路とする高速バスは迂回する。
自動車専用道路であるが、案内看板は一部を除き「青色」で表記されている。

### 路線データ
- 起点：宮城県仙台市青葉区大町2丁目
- 終点：宮城県県仙台市青葉区折立
- 延長：5.228 km[4]
- 幅員：20.5 m / 4車線[4]
- 本線：Google マップ

## インターチェンジなど
- ランプおよびジャンクション名は便宜上用いたものであり、正式名称ではない。
- 仙台西道路から接続する愛子バイパスにおいても、他道路と立体交差なされている部分を併せて記載する。

| 施設名                                                  | 接続路線名                                             | 接続路線名                                             | 起点から (km) | 備考                                | 備考                                |
| ------------------------------------------------------- | ------------------------------------------------------ | ------------------------------------------------------ | ------------- | ----------------------------------- | ----------------------------------- |
| 国道48号 〈広瀬通〉 松島・県庁方面                      |                                                        |                                                        |               |                                     |                                     |
| 立町トンネルランプ （立町トンネル口）                   | 〈晩翠通〉 仙台駅・片平方面 木町通方面                 | 〈晩翠通〉 仙台駅・片平方面 木町通方面                 | 0.0           | 仙台西道路                          |                                     |
| 立町トンネル                                            |                                                        |                                                        |               | 仙台西道路                          |                                     |
| 仲の瀬橋ランプ （川内トンネル口）                       | 〈西公園通〉 仙台城跡・仙台駅方面 八幡町・大学病院方面 | 〈西公園通〉 仙台城跡・仙台駅方面 八幡町・大学病院方面 | 0.5           | 仙台西道路                          |                                     |
| 仲の瀬橋                                                |                                                        |                                                        |               | 仙台西道路                          |                                     |
| 川内トンネル                                            |                                                        |                                                        |               | 仙台西道路                          |                                     |
| 青葉山トンネル                                          |                                                        |                                                        |               | 仙台西道路                          |                                     |
| 郷六橋                                                  |                                                        |                                                        |               | 仙台西道路                          |                                     |
| 郷六ランプ                                              | 青葉山方面                                             | 折立1丁目方面                                          | 4.1           | 仙台西道路                          | ハーフランプ 上り線合流・下り線分岐 |
| 仙台宮城JCT                                             | E4 東北自動車道                                        | E4 東北自動車道                                        | 4.3           | 仙台西道路                          |                                     |
| 折立IC                                                  | 県道31号 川崎・茂庭方面                                | 県道31号 泉中央・北仙台方面                            | 4.8           | 仙台西道路                          | 上りランプ                          |
| 折立IC                                                  | 県道31号 川崎・茂庭方面                                | 県道31号 泉中央・北仙台方面                            | 5.2           | 仙台西道路                          | 下りランプ                          |
| 折立3丁目ランプ                                         | －                                                     | 折立団地方面                                           | 5.4           | クォーターランプ 上り線合流         | クォーターランプ 上り線合流         |
| 西花苑ランプ                                            | 西花苑団地方面                                         | 西花苑団地方面                                         | 5.8           | ハーフランプ 上り線合流・下り線分岐 | ハーフランプ 上り線合流・下り線分岐 |
| 国道48号（愛子バイパス） 山形（関山峠）・作並・秋保方面 |                                                        |                                                        |               |                                     |                                     |

## 歴史
仙台市の都心は平地である東に向けて発展したが、20世紀には広瀬川沿いの河岸段丘にも住宅地が広がり、さらに東北自動車道が西の山地を縦断するようになると、広瀬川沿岸を曲がりくねる線形の国道48号（2車線道路）は、仙台都市部への連絡道路としての機能も加わり、交通量が増加して渋滞が恒常化してゆき、交通上の隘路となっていた。市街化された複雑な地形を前にして道路整備はなかなか進まず、国道48号は朝・夕に渋滞となり、東北自動車道のインターチェンジはラッシュ時閉鎖を余儀なくされた。
仙台西道路はこの状態を打開するために建設された。建設省（当時）では、当初は都市計画道路にて建設する案（延長：5.5 km）が検討されていたが、長大な青葉山トンネルを建設する案（延長：5.2 km）が採用され、1971年（昭和46年）度より仙台広瀬と晩翠通を交差点を起点に、仙台市茂庭字滝沢までの区間について事業着手された。
1983年（昭和58年）に暫定2車線で供用開始し、国道48号の渋滞解消に多大な効果をもたらした。このことから、建設省の日本の道100選に選定された。1987年（昭和62年）には全線の4車線化が完了した。

### 年表
- 1966年（昭和41年）3月：都市計画決定[5]。
- 1971年度（昭和46年度）：ルート承認、事業着手[6][7]。
- 1972年度（昭和47年度）：工事開始（折立側より）[6]。
- 1974年度（昭和49年度）：青葉山トンネルの工事着手[6]。
- 1976年度（昭和51年度）：綱木川[† 2]をまたぐ綱木ランプ橋（橋長26.0 m、幅12.2 m）架橋[8][9]。
- 1979年度（昭和54年度）：広瀬川をまたぐ仲ノ瀬橋ランプ（上り：橋長163.0 m、幅12.8 m）架橋[8][9]。
- 1980年度（昭和55年度）：立町トンネルの工事着手[6]。
- 1983年度（昭和58年度）
  - 東北電力三居沢発電所への導水路をまたぐ郷六橋（上り：橋長101.0 m、幅13.3 m）架橋[8][9]。
  - 広瀬川をまたぐ仲の瀬橋（上り：橋長239.0 m、幅12.8 m。下り：橋長239.0 m、幅12.8 m）架橋[8][9]。
- 1983年（昭和58年）5月14日：仙台宮城IC入口交差点（折立IC） - 立町交差点（西公園通と広瀬通との交差点）の区間（延長4.9 km）の上り線を、対面通行（暫定2車線、一部4車線）にて部分供用開始[5][6][7][10]。
- 1984年（昭和59年）
  - 広瀬川をまたぐ仲の瀬橋（終点RCランプ）（橋長74.9 m、幅19.5 m）架橋[8][9]。
  - 立町トンネルを含む立町地区（延長0.5 km）の供用開始[6][7]。
- 1986年度（昭和61年度）：東北電力三居沢発電所への導水路をまたぐ郷六橋（下り：橋長96.2 m、幅10.2 m）架橋[8][9]。
- 1987年（昭和62年）
  - 8月10日：日本の道100選に選定[11]。
  - 11月1日：仙台市が宮城郡宮城町を編入合併。全線が仙台市内となった。
  - 11月：全線（5.15 km）が4車線化[5][6][7]。
- 1989年（平成元年）
  - 4月1日：仙台市が政令指定都市に移行。道路管理者は市に移管せず。
  - 折立地区に住居表示を実施[12]。
- 2016年（平成28年）4月1日：仙台西道路に並行する仙台市青葉区本町三丁目 - 同市青葉区折立四丁目の国道48号現道が宮城県道31号仙台村田線および宮城県道22号仙台泉線となり、国土交通省から仙台市に移管。また、青葉区本町三丁目 - 仙台市青葉区大町二丁目を国道48号の区域に追加し、仙台西道路が現道となる[13]。
- 2020年（令和2年）
  - 1月10日：郷六橋の床版取替のため上りを仮橋に切替[14]。
  - 12月22日：郷六橋の床版取替のため下りを仮橋に切替[15]。

## 路線状況

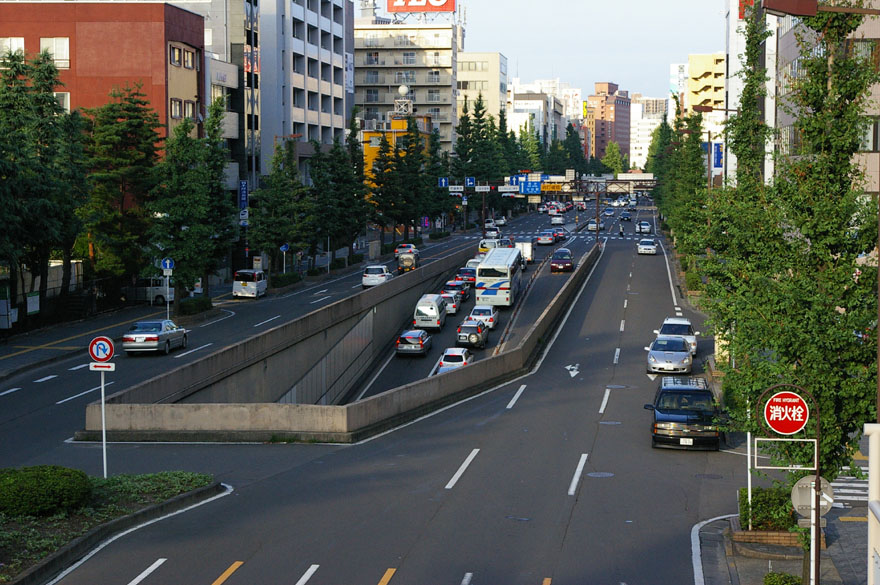
立町トンネル口（広瀬通）

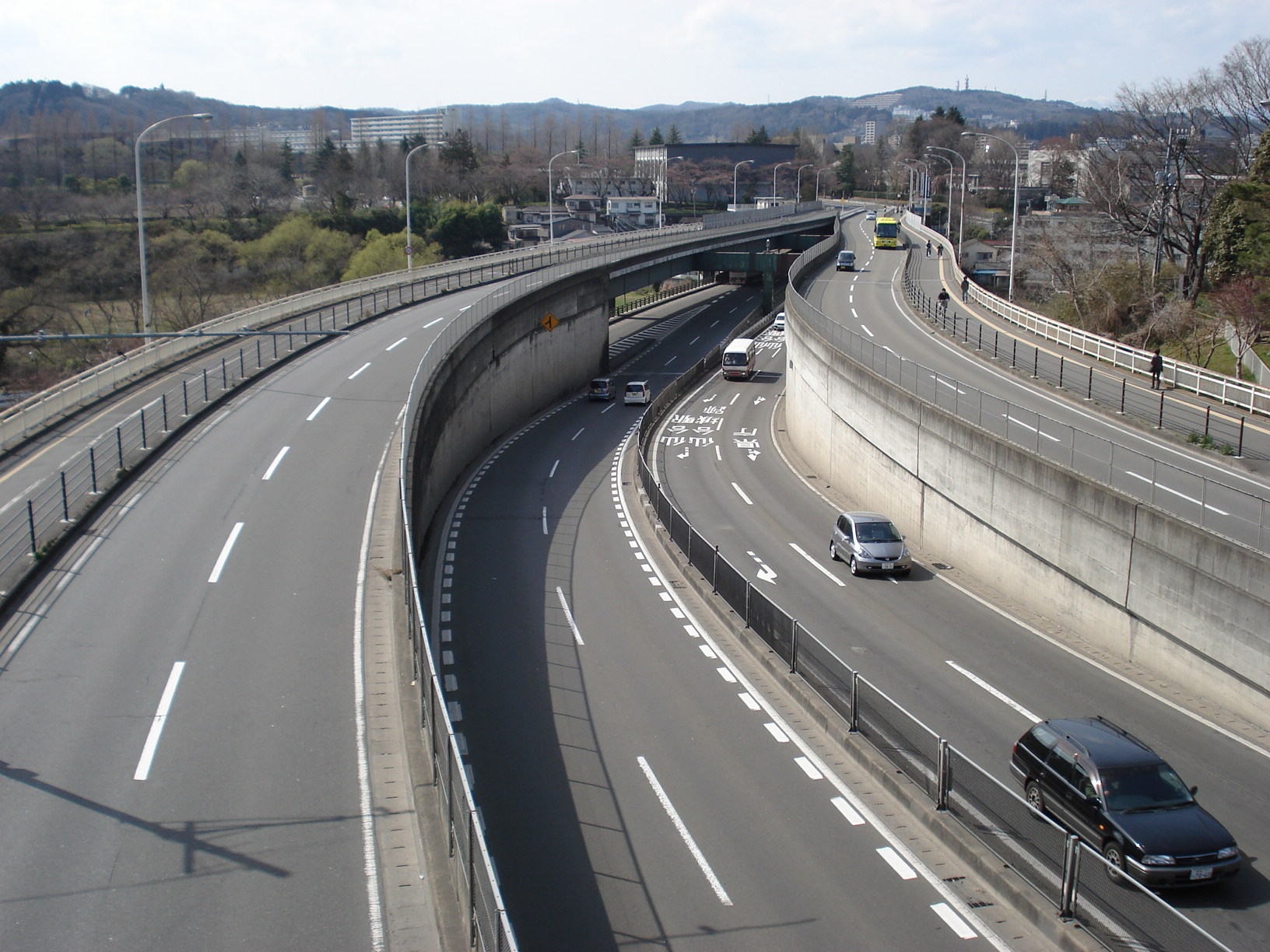
川内トンネル口（仲の瀬橋）

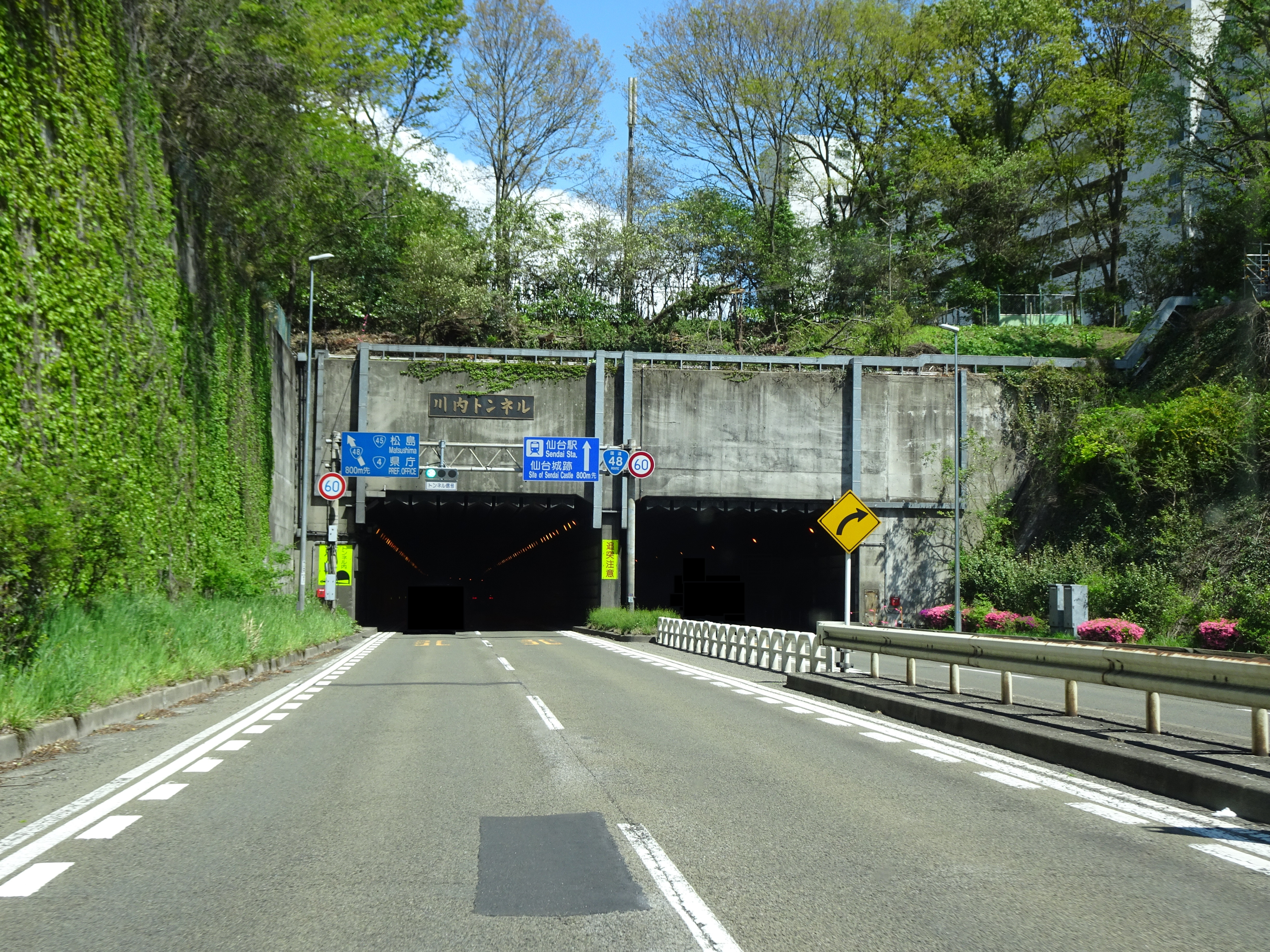
川内トンネル（山形方面側坑口付近）

仙台西道路は、都市内の道路の性格上、道路沿線の地域社会および自然環境を保全するため、全線の7割がトンネルである。都心側入り口は、西公園通の東側にある立町トンネル口と西側の川内トンネル口の2箇所で、ともに広瀬通からトンネルへの下り口がある。
広瀬通（仙台中町段丘面）から立町トンネル（東端 - 西端）で同段丘面の地下に下ると、西公園通および市道仲の瀬橋線の地下を通り、仙台中町段丘面と仙台下町段丘面の間にある仲ノ町段丘崖から広瀬川上空に出て、市道仲の瀬橋線から合流を受けて上下2層の仲の瀬橋の下側の路盤を通り、広瀬川右岸の段丘崖から川内トンネル（568.35 m。東端 - 西端）に入る。宮城県仙台第二高等学校や宮城県美術館などの地下を川内トンネルで通過して広瀬川の新兵淵の段丘崖で一時トンネルから出るが、すぐに青葉山の地下を通る青葉山トンネル（2,233 m。東端 - 西端）に入る。亀岡八幡宮や宮城教育大学などの地下を通り、東北電力三居沢発電所（水力発電所）へと続く隧道と交差して青葉山の西側に出ると、郷六橋（同隧道へ繋がる水路の開渠部の上に架かる）を渡り、市道沼田線からの側道と合流し、市道沼田線を越えて仙台宮城ICおよび折立ICによる複合インターチェンジで終点となる。
愛子バイパスの開通に合わせて、仙台宮城ICおよび折立ICは改修され、山形（関山峠）・秋保・作並方面の国道48号と仙台西道路が直接乗り入れられるよう接続された。
当初、川内トンネル以西では制限速度は50 km/hだったが、60 km/hに緩和された。また、禁止されていた青葉山トンネル内での車線変更も可能になった。 
仙台市都心部と東北自動車道・仙台宮城ICを結ぶ道路として、重要な役割を果たしている。また愛子バイパスの開通により、青葉区西部（旧宮城町地域）に新たに発展したニュータウン群と都心とを結ぶ道路として、さらに重要性を増している。

### 道路施設
- 立町トンネル（延長：340 m）
- 中の瀬橋（延長：239 m、2階建て構造）
- 川内トンネル（延長：568 m）
- 青葉山トンネル（延長：2,233 m）
- 郷六橋

### 交通量
2005年度（平成17年度道路交通センサスより）
平日24時間交通量（台）
- 宮城県仙台市青葉区郷六字針金：55,067

## 特徴及び影響
仙台西道路の西側、仙台宮城IC付近は豊かな自然の残された風景の地域であるが、仙台西道路の青葉山・立町トンネルを抜け外へ出ると景色は一転してビルが建ち並ぶ市街地に変わる。
1983年（昭和58年）の仙台西道路の完成は、1981年（昭和56年）に完成した国道286号笹谷トンネルとともに、宮城県と山形県の間の交流に果たす役割は大きいと期待された。従来の国道48号から大幅な交通転換が行われ、同時に、仙台市都心部と仙台宮城IC間を短時間で繋ぐ役割により、東北自動車道沿いの各地域とのアクセスも改善された。1991年（平成3年）までに山形自動車道が宮城県と山形県の間でつながったことで、仙台西道路の役割はさらに大きくなった。2000年（平成12年）頃からは、仙台発着で仙台西道路経由の高速バスが大きく発達し、仙台・山形のツインシティー化や南東北3県都連合に大きな影響を与えている（仙台都市圏#高速道路網整備参照）。

## 周辺
- 仙台市戦災復興記念館
- 東北大学（川内キャンパス・青葉山キャンパス）
- 宮城教育大学

## 仙台駅方面延伸構想
仙台西道路の都心側出入口となる広瀬通では朝夕の混雑が激しく、西道路を延伸して渋滞を緩和しようと言う構想がある。これは、開通当初から出ていた構想ではあるが、多額の費用がかかることから実現には至っていない。